# Sindaci di Pavia
Di seguito l'elenco cronologico dei sindaci di Pavia e delle altre figure apicali equivalenti che si sono succedute nel corso della storia.

## Comune di Pavia (1159-1394)
| Periodo | Periodo | Primo cittadino                          | Partito | Carica  | Note             |
| ------- | ------- | ---------------------------------------- | ------- | ------- | ---------------- |
| 1159    |         | Uberto Olevano                           |         | Sindaco | pavese           |
| 1179    |         | Ferrando Alberici                        |         | Sindaco | pavese           |
| 1180    | 1184    | Guido del Pozzo                          |         | Sindaco | pavese           |
| 1191    |         | Alberto Sommo                            |         | Sindaco | cremonese        |
| 1207    | 1208    | Girardo Fante                            |         | Sindaco | modenese         |
| 1210    |         | Isacco da Dovera                         |         | Sindaco | cremonese        |
| 1212    | 1213    | Giovanni Strozzi                         |         | Sindaco | -                |
| 1214    |         | Nicola Borgo                             |         | Sindaco | -                |
| 1215    |         | Giovanni Strozzi                         |         | Sindaco | -                |
| 1216    |         | Manuello d'Oria                          |         | Sindaco | genovese         |
| 1219    |         | Enverardo di Lutri                       |         | Sindaco | -                |
| 1220    |         | Fulco Scotti                             |         | Sindaco | vescovo di Pavia |
| 1221    | 1222    | Matteo Corigia                           |         | Sindaco | parmense         |
| 1223    |         | Guglielmo da Binasco e Agostino Avvocati |         | Sindaco | -                |
| 1224    |         | Bernardo Cornazzani                      |         | Sindaco | -                |
| 1225    |         | Alberto Conti                            |         | Sindaco | -                |
| 1226    |         | Villano Aldighieri                       |         | Sindaco | ferrarese        |
| 1227    |         | Rolando Rubens                           |         | Sindaco | parmense         |
| 1228    |         | Uberto da Sommo                          |         | Sindaco | cremonese        |
| 1229    |         | Guido Fallavelli                         |         | Sindaco | tortonese        |
| 1230    |         | Ugolino Rubens                           |         | Sindaco | parmense         |
| 1231    |         | Uberto da Gorzano e Quaglia da Grizano   |         | Sindaco | -                |
| 1232    |         | Quaglia da Grizano                       |         | Sindaco | -                |
| 1234    |         | Ugolino Rubens                           |         | Sindaco | parmense         |
| 1234    | 1235    | Gerardo Rangone                          |         | Sindaco | modenese         |
| 1236    |         | Zanone d'Andito                          |         | Sindaco | piacentino       |
| 1237    |         | Conte Guido di Biandrate                 |         | Sindaco | -                |
| 1238    |         | Bartolo Tavernario                       |         | Sindaco | parmense         |
| 1239    |         | Marchese Uberto Pallavicino              |         | Sindaco | -                |
| 1240    |         | Bernardino Ugo Rossi                     |         | Sindaco | -                |
| 1240    |         | Guido Sisso                              |         | Sindaco | -                |
| 1241    |         | Bernardino Ugolino                       |         | Sindaco | -                |
| 1242    |         | Marino d'Ebulo                           |         | Sindaco | -                |
| 1243    |         | Fulco di Ponzano                         |         | Sindaco | -                |
| 1244    |         | Guglielmo Amato                          |         | Sindaco | cremonese        |
| 1245    |         | Riccardo Filangeri                       |         | Sindaco | -                |
| 1246    |         | Bonaccorso de Palude                     |         | Sindaco | -                |
| 1247    |         | Ugolino Boteri                           |         | Sindaco | parmense         |
| 1248    |         | Guido Sisso                              |         | Sindaco | -                |
| 1249    |         | Filippo Barbavaira de Castello           |         | Sindaco | -                |
| 1250    |         | Trinca de Fulgineo                       |         | Sindaco | -                |
| 1251    |         | Bartolo Tavernario                       |         | Sindaco | parmense         |
| 1252    |         | Michele della Trota                      |         | Sindaco | -                |
| 1253    |         | Rolando Guidobono                        |         | Sindaco | -                |
| 1254    |         | Marchese Uberto Pelavicino               |         | Sindaco | -                |
| 1255    |         | Mazucco d'Andito                         |         | Sindaco | piacentino       |
| 1256    |         | Gerardo da Rosate                        |         | Sindaco | -                |
| 1257    |         | Alberto Fontana                          |         | Sindaco | piacentino       |
| 1258    |         | Guido Sisso                              |         | Sindaco | -                |
| 1259    |         | Pasio Pisamigole                         |         | Sindaco | -                |
| 1260    |         | Rufino Guasco                            |         | Sindaco | alessandrino     |
| 1261    |         | Daniele Solari                           |         | Sindaco | astigiano        |
| 1262    |         | Taddeo Pepoli e Aido Grumello            |         | Sindaco | -                |
| 1263    |         | Giordano Racalvengo                      |         | Sindaco | -                |
| 1264    |         | Filippo Sisso                            |         | Sindaco | -                |
| 1265    |         | Guadaleo da Dovera                       |         | Sindaco | cremonese        |
| 1266    |         | Alberto Mancasola                        |         | Sindaco | -                |
| 1267    |         | Giacomo Ticone                           |         | Sindaco | -                |
| 1268    |         | Mastino della Scala                      |         | Sindaco | veronese         |
| 1269    |         | Giordano Racalvengo                      |         | Sindaco | -                |
| 1270    |         | Alberico Suardi                          |         | Sindaco | bergamasco       |
| 1271    |         | Lanfranco Suardi                         |         | Sindaco | -                |
| 1272    |         | Raimondo Asinario                        |         | Sindaco | astigiano        |
| 1273    |         | Rufino Guttuario                         |         | Sindaco | astigiano        |
| 1274    |         | Ansaldo Balbo                            |         | Sindaco | genovese         |
| 1275    |         | Lanfranco Pignatari                      |         | Sindaco | genovese         |
| 1276    |         | Giacomo Calcabò                          |         | Sindaco | -                |
| 1277    |         | Guglielmo Pusterla                       |         | Sindaco | milanese         |
| 1278    |         | Filippo Avvocato                         |         | Sindaco | -                |
| 1280    |         | Giovanni Soresina                        |         | Sindaco | -                |
| 1280    |         | Mercurino Suardi                         |         | Sindaco | -                |
| 1281    |         | Guglielmo Soresina                       |         | Sindaco | milanese         |
| 1282    |         | Uberto Spinola                           |         | Sindaco | genovese         |
| 1283    |         | Pietro Grumello                          |         | Sindaco | -                |
| 1283    |         | Carlo Flisco (Fieschi?)                  |         | Sindaco | genovese         |
| 1284    |         | Marino Suardi                            |         | Sindaco | -                |
| 1285    |         | Enrico Brussamantica                     |         | Sindaco | pavese           |
| 1286    |         | Giacomo Tornielli                        |         | Sindaco | novarese         |
| 1287    |         | Beltramo Carcano                         |         | Sindaco | milanese         |
| 1288    |         | Emanuele Spinola                         |         | Sindaco | genovese         |
| 1289    | 1290    | Manfredi Pelavicino                      |         | Sindaco | -                |
| 1291    |         | Otorino Mandelli                         |         | Sindaco | -                |
| 1292    |         | Moresco Rivola                           |         | Sindaco | -                |
| 1293    |         | Guiscardo de la Maldura                  |         | Sindaco | -                |
| 1294    |         | Enrico de Marliano                       |         | Sindaco | -                |
| 1295    |         | Alberico Suardi                          |         | Sindaco | bergamasco       |
| 1296    |         | Emanuele Spinola                         |         | Sindaco | genovese         |
| 1297    |         | Bernardino Nogaroti                      |         | Sindaco | veronese         |
| 1298    |         | Guglielmo da Busseto                     |         | Sindaco | -                |
| 1299    |         | Umberto Spinola                          |         | Sindaco | genovese         |
| 1300    |         | Enrico Visconti                          |         | Sindaco | -                |
| 1301    |         | Giacomo Carcano                          |         | Sindaco | -                |
| 1302    |         | Fazio Pusterla                           |         | Sindaco | milanese         |
| 1302    |         | Giovanni da Giussano                     |         | Sindaco | -                |
| 1303    |         | Fazio Pusterla                           |         | Sindaco | milanese         |
| 1304    |         | Rolando Scotti                           |         | Sindaco | piacentino       |
| 1305    |         | Pino Vernazza                            |         | Sindaco | -                |
| 1305    |         | Gaspare Visconti                         |         | Sindaco | -                |
| 1306    |         | Uberto Pettinati                         |         | Sindaco | -                |
| 1307    |         | Pino Vernazza                            |         | Sindaco | -                |
| 1308    |         | Roberto Crotta                           |         | Sindaco | -                |
| 1309    |         | Carlo Sordi                              |         | Sindaco | piacentino       |
| 1310    |         | Tommaso Berarigi                         |         | Sindaco | -                |
| 1310    |         | Luchino Visconti                         |         | Sindaco | -                |
| 1311    |         | Fiammingo Landi                          |         | Sindaco | -                |
| 1311    |         | Manfredi Grillo                          |         | Sindaco | -                |
| 1312    |         | Andrea Piossasco                         |         | Sindaco | -                |
| 1312    |         | Bartolomeo Cortisi                       |         | Sindaco | -                |
| 1313    |         | Bonifacio Guasco d'Alice                 |         | Sindaco | -                |
| 1314    |         | Marchese Nicola Malaspina                |         | Sindaco | -                |
| 1314    |         | Bartolomeo Cortisi                       |         | Sindaco | -                |
| 1316    |         | Francesco Garbagnati                     |         | Sindaco | -                |
| 1317    | 1319    | Luchino Visconti                         |         | Sindaco | -                |
| 1320    |         | Luchino Visconti                         |         | Sindaco | -                |
| 1320    |         | Morando Porro                            |         | Sindaco | -                |
| 1321    |         | Lanfranco Cavallari                      |         | Sindaco | novarese         |
| 1322    |         | Ruggero Medici                           |         | Sindaco | -                |
| 1322    |         | Catellano Scaccabarozzi                  |         | Sindaco | -                |
| 1323    |         | Lanfranco Cavallari                      |         | Sindaco | novarese         |
| 1324    |         | Carlo Sordi                              |         | Sindaco | -                |
| 1327    |         | Bassano Crivelli                         |         | Sindaco | -                |
| 1327    | 1331    | Heinrich von Gronestan                   |         | Sindaco | -                |
| 1332    |         | Oberto di Cocconate                      |         | Sindaco | -                |
| 1332    | 1333    | Martino Castelli                         |         | Sindaco | -                |
| 1334    |         | Carlotto Sordi                           |         | Sindaco | -                |
| 1334    | 1335    | Gaspare Visconti                         |         | Sindaco | -                |
| 1336    |         | Giovanni Spinola                         |         | Sindaco | -                |
| 1337    |         | Marchese Federico Malaspina              |         | Sindaco | -                |
| 1338    |         | Boschino Mantegazza                      |         | Sindaco | -                |
| 1339    |         | Maffeo da Sommo                          |         | Sindaco | -                |
| 1340    |         | Brizio Goromonti                         |         | Sindaco | bolognese        |
| 1340    |         | Guido Rangoni                            |         | Sindaco | -                |
| 1341    |         | Besso di Summonte                        |         | Sindaco | vercellese       |
| 1342    |         | Filippone Sessa                          |         | Sindaco | -                |
| 1343    | 1345    | Gasparino Visconti                       |         | Sindaco | -                |
| 1346    | 1347    | Otto Borri                               |         | Sindaco | -                |
| 1348    |         | Suzio Vistarino                          |         | Sindaco | lodigiano        |
| 1349    |         | Gasparino Visconti                       |         | Sindaco | -                |
| 1350    |         | Guido Bottazzi                           |         | Sindaco | -                |
| 1350    |         | Francesco Ricci                          |         | Sindaco | -                |
| 1351    | 1352    | Giovannolo Mandelli                      |         | Sindaco | -                |
| 1353    |         | Tommaso Lampugnani                       |         | Sindaco | -                |
| 1353    |         | Rolando Prato                            |         | Sindaco | -                |
| 1354    |         | Ramengo de Cassate                       |         | Sindaco | -                |
| 1355    |         | Pacomo Provana                           |         | Sindaco | -                |
| 1356    |         | Baldovino della Rocchetta                |         | Sindaco | -                |
| 1356    |         | Conte Antonio di Biandrate               |         | Sindaco | -                |
| 1357    |         | Bartolo Cereseto                         |         | Sindaco | -                |
| 1359    |         | Conte Antonio di Biandrate               |         | Sindaco | -                |
| 1359    | 1360    | Matteo Mandelli                          |         | Sindaco | -                |
| 1361    |         | Giovannolo Pirovano                      |         | Sindaco | -                |
| 1362    |         | Giovanni Pallavicino                     |         | Sindaco | -                |
| 1366    |         | Zanardo Pusterla                         |         | Sindaco | -                |
| 1367    |         | Guelfo Lanfranchi                        |         | Sindaco | pesarese         |
| 1369    |         | Giovanni Anguissoli                      |         | Sindaco | -                |
| 1371    |         | Speronello Canavizio                     |         | Sindaco | -                |
| 1372    |         | Loterio Rusconi                          |         | Sindaco | comasco          |
| 1373    |         | Taddeo Pepoli                            |         | Sindaco | bolognese        |
| 1374    |         | Francesco Zazzia                         |         | Sindaco | pesarese         |
| 1376    |         | Spinetta Spinola                         |         | Sindaco | -                |
| 1376    |         | Bucerio Rusconi                          |         | Sindaco | -                |
| 1377    |         | Guelfo Paravicino                        |         | Sindaco | -                |
| 1378    |         | Bartolomeo Jacopi                        |         | Sindaco | genovese         |
| 1382    |         | Giovanni Anguissoli                      |         | Sindaco | -                |
| 1383    |         | Uberteto Visconti                        |         | Sindaco | -                |
| 1385    |         | Bartolomeo Piacenti                      |         | Sindaco | -                |
| 1386    |         | Rolando Rossi                            |         | Sindaco | -                |
| 1387    |         | Giovanni d'Iseo                          |         | Sindaco | bresciano        |
| 1389    |         | Prendiparte della Mirandola              |         | Sindaco | -                |
| 1394    |         | Antonio da Pietrasanta                   |         | Sindaco | -                |

## Ducato di Milano (1395-1797)
| Periodo | Periodo | Primo cittadino                       | Partito | Carica  | Note                |
| ------- | ------- | ------------------------------------- | ------- | ------- | ------------------- |
| 1395    |         | Giovanni d'Iseo                       |         | Sindaco | -                   |
| 1396    |         | Antolino Anguissola                   |         | Sindaco | -                   |
| 1397    | 1399    | Leonardo Doria                        |         | Sindaco | -                   |
| 1400    |         | Artale d'Alagonia                     |         | Sindaco | -                   |
| 1402    |         | Spinetta Spinola                      |         | Sindaco | -                   |
| 1403    |         | Bartolomeo d'Alagonia                 |         | Sindaco | -                   |
| 1404    | 1405    | Crepino Spinola                       |         | Sindaco | -                   |
| 1406    | 1407    | Bonifacio Malaspina di Varzi          |         | Sindaco | -                   |
| 1407    |         | Androlino Ubertini                    |         | Sindaco | -                   |
| 1409    |         | Bartolomeo Falconi                    |         | Sindaco | -                   |
| 1410    |         | Giovanni Burri                        |         | Sindaco | -                   |
| 1411    |         | Pietro Oddoni                         |         | Sindaco | -                   |
| 1412    |         | Pietro di Cocconate                   |         | Sindaco | -                   |
| 1414    |         | Tibaldo Cerati                        |         | Sindaco | -                   |
| 1415    | 1416    | Paolo Doria                           |         | Sindaco | -                   |
| 1417    |         | Enrichetto Valperga                   |         | Sindaco | -                   |
| 1418    |         | Sperono Pietrasanta                   |         | Sindaco | -                   |
| 1421    |         | Bertola della Croce                   |         | Sindaco | -                   |
| 1422    | 1423    | Gasperino Visconti                    |         | Sindaco | -                   |
| 1424    |         | Antonio Scarampi                      |         | Sindaco | -                   |
| 1425    |         | Guglielmo Asinari                     |         | Sindaco | -                   |
| 1427    | 1428    | Bassano Lampugnani                    |         | Sindaco | -                   |
| 1429    | 1430    | Giovanni Grimaldi                     |         | Sindaco | -                   |
| 1431    | 1432    | Marchetto Ricci                       |         | Sindaco | astigiano           |
| 1433    | 1434    | Biagio d'Assereto                     |         | Sindaco | genovese            |
| 1435    |         | Marchese Giovanni Burri               |         | Sindaco | savonese            |
| 1437    | 1438    | Corrado del Carretto                  |         | Sindaco | -                   |
| 1439    | 1440    | Giovanni Burri                        |         | Sindaco | -                   |
| 1442    |         | Antonio Cavalli                       |         | Sindaco | veronese            |
| 1443    |         | Bartolomeo Barattieri                 |         | Sindaco | piacentino          |
| 1444    | 1445    | Ubertino Balardi                      |         | Sindaco | -                   |
| 1446    |         | Manno Donati                          |         | Sindaco | fiorentino          |
| 1447    |         | Matteo di Ceva                        |         | Sindaco | ex marchese di Ceva |
| 1448    | 1449    | Filippo Meli e Polidoro Baglioni      |         | Sindaco | -                   |
| 1450    |         | Antonio Crivelli                      |         | Sindaco | -                   |
| 1451    | 1452    | Giovanni Manfredi                     |         | Sindaco | faentino            |
| 1453    | 1454    | Manno Donati                          |         | Sindaco | fiorentino          |
| 1455    | 1456    | Pier Paolo Pontani                    |         | Sindaco | sopletino           |
| 1457    | 1458    | Antonio Micheli                       |         | Sindaco | senese              |
| 1459    | 1460    | Filippo Meli                          |         | Sindaco | cremonese           |
| 1461    | 1462    | Galeazzino Campofregoso               |         | Sindaco | genovese            |
| 1463    | 1464    | Alessandro Castiglioni                |         | Sindaco | -                   |
| 1465    | 1466    | Giuliano Ghilini                      |         | Sindaco | -                   |
| 1467    |         | Carlo Raguardali Norsa                |         | Sindaco | -                   |
| 1468    | 1469    | Bartolomeo Caci                       |         | Sindaco | -                   |
| 1470    | 1471    | Antonio Fogliani                      |         | Sindaco | -                   |
| 1512    | 1513    | Niccolò Strabone                      |         | Sindaco | -                   |
| 1472    | 1473    | Marco Medici                          |         | Sindaco | lucchese            |
| 1474    | 1477    | Giovanni da Pietrasanta               |         | Sindaco | -                   |
| 1478    | 1480    | Giovanni Calzavacche                  |         | Sindaco | -                   |
| 1482    |         | Baldassarre Meli                      |         | Sindaco | -                   |
| 1483    |         | Raffaele Giuviziati                   |         | Sindaco | alessandrino        |
| 1484    |         | Benedetto Ferrari                     |         | Sindaco | milanese            |
| 1485    |         | Giacomo Bilia                         |         | Sindaco | -                   |
| 1486    | 1488    | Carretto del Carretto                 |         | Sindaco | -                   |
| 1489    | 1491    | Francesco Porri                       |         | Sindaco | -                   |
| 1492    | 1494    | Ambrogio Zanca                        |         | Sindaco | napoletano          |
| 1495    | 1496    | Gianfilippo Gambaloita                |         | Sindaco | -                   |
| 1497    | 1498    | Giambattista Spinola                  |         | Sindaco | -                   |
| 1499    | 1500    | Gabriele Ginori                       |         | Sindaco | fiorentino          |
| 1501    | 1503    | Bartolomeo Boni                       |         | Sindaco | -                   |
| 1507    | 1508    | Paolo Della Porta                     |         | Sindaco | novarese            |
| 1509    | 1511    | Bernardino Guacci                     |         | Sindaco | -                   |
| 1512    |         | Pier Antonio Bercioli                 |         | Sindaco | novarese            |
| 1513    |         | Benedetto Pelati                      |         | Sindaco | lodigiano           |
| 1514    |         | Giacomo Inviziati                     |         | Sindaco | -                   |
| 1515    | 1516    | Giovanni Verari                       |         | Sindaco | astigiano           |
| 1518    | 1519    | Agostino Gallarati                    |         | Sindaco | cremonese           |
| 1521    | 1522    | Giovanni Verari                       |         | Sindaco | astigiano           |
| 1525    |         | Melchiorre Marsi                      |         | Sindaco | -                   |
| 1530    |         | Francesco Sfondrati                   |         | Sindaco | -                   |
| 1532    | 1533    | Pier Giovanni Schinchirelli           |         | Sindaco | -                   |
| 1534    | 1535    | Tideo Oldovini                        |         | Sindaco | cremonese           |
| 1543    |         | Ascanio Marsi                         |         | Sindaco | -                   |
| 1544    | 1545    | Pier Paolo di Casate                  |         | Sindaco | -                   |
| 1546    | 1547    | Alfonso Guevara                       |         | Sindaco | -                   |
| 1548    | 1549    | Carlo Malopera                        |         | Sindaco | -                   |
| 1550    | 1551    | Cesare Taverna                        |         | Sindaco | milanese            |
| 1552    | 1553    | Martino della Pergola                 |         | Sindaco | valtellinese        |
| 1554    | 1555    | Pier Giorgio Visconti                 |         | Sindaco | milanese            |
| 1556    | 1557    | Herman Brazo                          |         | Sindaco | spagnolo            |
| 1558    | 1561    | Antonio Landono                       |         | Sindaco | spagnolo            |
| 1562    | 1563    | Giovanni Botta                        |         | Sindaco | cremonese           |
| 1564    | 1565    | Paolo Chiesa                          |         | Sindaco | tortonese           |
| 1566    | 1567    | Alvise Belloni                        |         | Sindaco | alessandrino        |
| 1568    | 1569    | Cristoforo Magni                      |         | Sindaco | milanese            |
| 1570    | 1571    | Sigismondo Piccinardi                 |         | Sindaco | cremonese           |
| 1572    | 1573    | Herman Horticio                       |         | Sindaco | spagnolo            |
| 1574    | 1575    | Galeazzo Brugora                      |         | Sindaco | milanese            |
| 1576    | 1577    | Sigismondo Piccinardi                 |         | Sindaco | cremonese           |
| 1578    | 1579    | Girolamo Monti                        |         | Sindaco | -                   |
| 1580    | 1581    | Giovanni Tommaso Odescalchi           |         | Sindaco | -                   |
| 1582    | 1583    | Alvisio Belloni                       |         | Sindaco | alessandrino        |
| 1584    | 1585    | Galeazzo Visconti                     |         | Sindaco | milanese            |
| 1586    | 1587    | Alvisio Belloni                       |         | Sindaco | alessandrino        |
| 1588    | 1589    | Luis Mesa Cortes                      |         | Sindaco | spagnolo            |
| 1590    | 1591    | Alvisio Belloni                       |         | Sindaco | alessandrino        |
| 1592    | 1593    | Ludovico Maddi                        |         | Sindaco | cremonese           |
| 1594    | 1595    | Cesare Gallarati                      |         | Sindaco | -                   |
| 1596    | 1597    | Lucio Albrizzi                        |         | Sindaco | -                   |
| 1598    | 1599    | Cesare Gallarati                      |         | Sindaco | -                   |
| 1600    | 1601    | Galeazzo Visconti                     |         | Sindaco | milanese            |
| 1602    | 1603    | Lorenzo Pollo                         |         | Sindaco | spagnolo            |
| 1604    | 1605    | Ludovico Maddi                        |         | Sindaco | cremonese           |
| 1606    | 1607    | Cesare Gallarati                      |         | Sindaco | -                   |
| 1608    | 1611    | Truffo Truffi                         |         | Sindaco | -                   |
| 1612    | 1613    | Ludovico Taverna                      |         | Sindaco | -                   |
| 1614    |         | Jacopo Alifer                         |         | Sindaco | -                   |
| 1615    |         | Juan Rodriguez                        |         | Sindaco | spagnolo            |
| 1616    | 1619    | Nicolas Leyzal                        |         | Sindaco | spagnolo            |
| 1620    | 1621    | Matias Maldonado                      |         | Sindaco | spagnolo            |
| 1622    | 1623    | Nicolas Leyzal                        |         | Sindaco | spagnolo            |
| 1624    |         | Orazio Mainoldi                       |         | Sindaco | -                   |
| 1624    | 1625    | Girolamo Erba                         |         | Sindaco | -                   |
| 1625    | 1627    | Juan Ruiz de Laguna                   |         | Sindaco | spagnolo            |
| 1628    | 1629    | Ottaviano Piccinardi                  |         | Sindaco | cremonese           |
| 1630    | 1631    | Francisco Arguis                      |         | Sindaco | spagnolo            |
| 1632    | 1633    | Juan Ruiz de Laguna                   |         | Sindaco | spagnolo            |
| 1634    |         | Ludovico Turconi                      |         | Sindaco | -                   |
| 1635    | 1636    | Antonio Gallia                        |         | Sindaco | alessandrino        |
| 1637    | 1639    | Consalvo Rodriguez                    |         | Sindaco | spagnolo            |
| 1640    |         | Alfonso Majnardi                      |         | Sindaco | cremonese           |
| 1642    | 1643    | Giambattista Cantoni                  |         | Sindaco | alessandrino        |
| 1644    | 1645    | Fabio Francesco Dugnani               |         | Sindaco | -                   |
| 1646    | 1647    | Carlo Patalani                        |         | Sindaco | -                   |
| 1648    | 1649    | Francesco Redanaschi                  |         | Sindaco | -                   |
| 1650    | 1651    | Pietro Petraccini                     |         | Sindaco | -                   |
| 1652    | 1653    | Nicola Fernando de Castro (Castelli?) |         | Sindaco | -                   |
| 1654    | 1655    | Giacinto Orrigoni                     |         | Sindaco | -                   |
| 1656    | 1659    | Tommaso Persichelli                   |         | Sindaco | -                   |
| 1660    | 1661    | Carlo Archinti                        |         | Sindaco | -                   |
| 1662    | 1663    | Antonio Maria Erba                    |         | Sindaco | -                   |
| 1664    | 1665    | Carlo Corio                           |         | Sindaco | -                   |
| 1666    | 1667    | Giambattista Pozzi                    |         | Sindaco | -                   |
| 1669    | 1670    | Giampiero Stampa                      |         | Sindaco | comasco             |
| 1670    |         | Sebastiano Larmella Caxa              |         | Sindaco | -                   |
| 1671    |         | Carlo Visconti                        |         | Sindaco | -                   |
| 1672    | 1673    | Alonso de la Peña                     |         | Sindaco | -                   |
| 1674    | 1675    | Fabrizio Luigi Pusterla               |         | Sindaco | -                   |
| 1676    | 1677    | Giambattista Sico Morella             |         | Sindaco | -                   |
| 1678    | 1679    | Pier Giorgio Burra                    |         | Sindaco | -                   |
| 1680    | 1681    | Luigi Trotti                          |         | Sindaco | -                   |
| 1682    | 1683    | Giovanni Galeazzo Bossi               |         | Sindaco | -                   |
| 1684    | 1685    | Barnabò Bambosi                       |         | Sindaco | -                   |
| 1686    | 1687    | Pier Paolo Bonetti                    |         | Sindaco | -                   |
| 1688    | 1691    | Cesare Pagani                         |         | Sindaco | -                   |
| 1692    | 1693    | Pedro Casado Rosales                  |         | Sindaco | -                   |
| 1694    | 1695    | Francesco Radamaschi                  |         | Sindaco | cremonese           |
| 1696    | 1697    | Pedro Casado Rosales                  |         | Sindaco | -                   |
| 1698    | 1699    | Giovanni Pinacchi                     |         | Sindaco | -                   |
| 1700    | 1703    | Ignacio Antonio Alvarez               |         | Sindaco | -                   |
| 1704    | 1705    | Josè Bolanas                          |         | Sindaco | -                   |
| 1706    | 1707    | Giambattista Modignani                |         | Sindaco | lodigiano           |
| 1708    | 1709    | Orazio Bazetta                        |         | Sindaco | comasco             |
| 1710    | 1711    | Carlo Visconti                        |         | Sindaco | -                   |
| 1712    | 1715    | Pietro Goldoni Vidoni                 |         | Sindaco | -                   |
| 1716    | 1717    | Giorgio Giulini                       |         | Sindaco | -                   |
| 1718    | 1719    | Antonio Recalcati                     |         | Sindaco | -                   |
| 1720    | 1721    | Giulio Calderari                      |         | Sindaco | -                   |
| 1722    |         | Girolamo Rotta                        |         | Sindaco | -                   |
| 1723    |         | Giulio Calderari                      |         | Sindaco | -                   |
| 1726    | 1727    | Giuseppe Antonio Perini               |         | Sindaco | -                   |
| 1728    | 1729    | Giuseppe Pianto                       |         | Sindaco | -                   |
| 1730    | 1731    | Bendono Caccia                        |         | Sindaco | -                   |
| 1732    | 1733    | Giovanni Antonio Cattaneo             |         | Sindaco | -                   |
| 1734    | 1737    | Paolo Carcelli                        |         | Sindaco | -                   |
| 1738    | 1741    | Girolamo Maria Suzzani                |         | Sindaco | -                   |
| 1742    |         | Alberto Visconti d'Aragona            |         | Sindaco | -                   |
| 1750    |         | Alberto Re                            |         | Sindaco | -                   |
| 1757    |         | Carlo Maria Recalcati                 |         | Sindaco | -                   |
| 1759    |         | Filippo Montone Visconti              |         | Sindaco | -                   |
| 1766    |         | Giovanni Pietro Moneta                |         | Sindaco | -                   |
| 1770    |         | Giovanbattista Assandri               |         | Sindaco | -                   |
| 1778    |         | Carl Von Felber                       |         | Sindaco | -                   |
| 1786    |         | Paolo Bassi                           |         | Sindaco | -                   |
| 1787    |         | Cesare Schinchinelli                  |         | Sindaco | -                   |
| 1790    |         | Carlo Della Porta                     |         | Sindaco | -                   |

## Regno napoleonico d'Italia (1805-1814)
| Periodo | Periodo | Primo cittadino | Partito | Carica  | Note |
| ------- | ------- | --------------- | ------- | ------- | ---- |
| 1807    | 1814    | Camillo Campari |         | Sindaco | -    |

## Regno Lombardo-Veneto (1814-1860)
| Periodo | Periodo | Primo cittadino                | Partito | Carica      | Note |
| ------- | ------- | ------------------------------ | ------- | ----------- | ---- |
| 1814    | 1816    | Camillo Campari                |         | Sindaco     | -    |
| 1816    | 1823    | Carlo Bellingieri di Vistarino |         | Podestà     | -    |
| 1823    |         | Maspes                         |         | Pro Podestà | -    |
| 1823    | 1825    | Giuseppe Robolini              |         | Podestà     | -    |
| 1826    |         | Carlo Bellisomi                |         | Podestà     | -    |
| 1826    |         | Rusconi                        |         | Pro Podestà | -    |
| 1827    | 1831    | Giuseppe Beccaria              |         | Podestà     | -    |
| 1832    |         | Maggi                          |         | Pro Podestà | -    |
| 1833    | 1839    | Pio Folperti                   |         | Podestà     | -    |
| 1840    | 1845    | Tommaso del Majno              |         | Podestà     | -    |
| 1845    |         | Erba                           |         | Pro Podestà | -    |
| 1846    | 1848    | Eucherio Calcagni              |         | Podestà     | -    |
| 1848    |         | Pietro Carpanelli              |         | Pro Podestà | -    |
| 1848    |         | Carlo Cairoli                  |         | Podestà     | -    |
| 1849    | 1851    | Francesco Cattaneo             |         | Podestà     | -    |
| 1851    | 1852    | Giovanni Battista Burdet       |         | Pro Podestà | -    |
| 1853    | 1855    | Carlo Folperti                 |         | Podestà     | -    |
| 1856    | 1857    | Giovanni Lauzi                 |         | Podestà     | -    |
| 1857    | 1860    | Giovanni Zanini                |         | Podestà     | -    |

## Regno d'Italia (1860-1946)
| Periodo | Periodo | Primo cittadino              | Partito                       | Carica                  | Note |
| ------- | ------- | ---------------------------- | ----------------------------- | ----------------------- | ---- |
| 1860    |         | Giovanni Mai                 |                               | Sindaco                 | -    |
| 1860    | 1862    | Giovanni Vidari              |                               | Sindaco                 | -    |
| 1862    | 1863    | Giovanni Codazza             |                               | Sindaco                 | -    |
| 1864    | 1866    | Giuseppe Martinazzi          |                               | Sindaco                 | -    |
| 1866    |         | Cristoforo Bertinelli        | –                             | Commissario regio       | -    |
| 1867    |         | Giovanni Migliazza           |                               | Prosindaco              | -    |
| 1867    |         | Giovanni Dell'Era            |                               | Prosindaco              | -    |
| 1868    | 1871    | Tullio Brugnatelli           |                               | Sindaco                 | -    |
| 1871    |         | Costantino Mantovani         |                               | Prosindaco              | -    |
| 1871    |         | Pio Pietra                   |                               | Prosindaco              | -    |
| 1871    |         | Achille Bozzi                |                               | Prosindaco              | -    |
| 1872    |         | Pio Pietra                   |                               | Prosindaco              | -    |
| 1873    |         | Evandro Caravaggio           | –                             | Commissario regio       | -    |
| 1873    |         | Giuseppe Cattaneo            |                               | Prosindaco              | -    |
| 1874    |         | Achille Bozzi                |                               | Prosindaco              | -    |
| 1877    | 1881    | Bernardo Arnaboldi Gazzaniga |                               | Sindaco                 | -    |
| 1881    |         | Giuseppe Dapelli             |                               | Prosindaco              | -    |
| 1884    | 1888    | Alessandro Campari           |                               | Sindaco                 | -    |
| 1888    |         | Costantino Mantovani         |                               | Prosindaco              | -    |
| 1889    | 1890    | Emilio Franchi Maggi         |                               | Sindaco                 | -    |
| 1890    |         | Camillo Pellegrini           |                               | Prosindaco              | -    |
| 1890    |         | Luigi Bertioli               | –                             | Commissario regio       | -    |
| 1891    | 1893    | Gerolamo Forni               |                               | Sindaco                 | -    |
| 1893    |         | Pietro Pavesi                | –                             | Commissario regio       | -    |
| 1893    | 1898    | Carlo Belli                  |                               | Sindaco                 | -    |
| 1899    |         | Carmine Adami-Rossi          | –                             | Commissario regio       | -    |
| 1899    | 1902    | Pietro Pavesi                |                               | Sindaco                 | -    |
| 1902    |         | Enrico Comitti               | –                             | Commissario regio       | -    |
| 1902    | 1905    | Quirino Quirici              |                               | Sindaco                 | -    |
| 1905    |         | Giacinto Romano              |                               | Prosindaco              | -    |
| 1905    |         | Carlo Zacchi                 |                               | Prosindaco              | -    |
| 1906    |         | Benedetto Scelsi             | –                             | Commissario regio       | -    |
| 1906    | 1907    | Giovanni Vidari              |                               | Sindaco                 | -    |
| 1908    | 1910    | Angelo Galbarini             |                               | Sindaco                 | -    |
| 1910    | 1914    | Emilio Franchi Maggi         |                               | Sindaco                 | -    |
| 1914    |         | Luigi Zarzo                  | –                             | Commissario regio       | -    |
| 1915    | 1919    | Eteocle Lorini               |                               | Sindaco                 | -    |
| 1919    |         | Luigi Vittorio               |                               | Prosindaco              | -    |
| 1920    | 1922    | Alcide Malagugini            | Partito Socialista Italiano   | Sindaco                 | -    |
| 1922    |         | Giuseppe Masi                | –                             | Commissario regio       | -    |
| 1923    | 1926    | Pietro Vaccari               | Partito Nazionale Fascista    | Sindaco                 | -    |
| 1926    | 1933    | Pietro Vaccari               | Partito Nazionale Fascista    | Podestà                 | -    |
| 1933    | 1943    | Angelo Nicolato              | Partito Nazionale Fascista    | Podestà                 | -    |
| 1943    |         | Italo Sinforiani             | –                             | Commissario prefettizio | -    |
| 1943    | 1944    | Francesco Panigati           | Partito Fascista Repubblicano | Podestà                 | -    |
| 1944    | 1945    | Fermo Brocchetta             | Partito Fascista Repubblicano | Podestà                 | -    |
| 1945    | 1946    | Angelo Grassi                | Partito Comunista Italiano    | Sindaco                 | -    |

## Repubblica Italiana (dal 1946)
| Sindaci eletti dal Consiglio comunale (1946-1993)    | Sindaci eletti dal Consiglio comunale (1946-1993) | Sindaci eletti dal Consiglio comunale (1946-1993) | Sindaci eletti dal Consiglio comunale (1946-1993) | Sindaci eletti dal Consiglio comunale (1946-1993) | Sindaci eletti dal Consiglio comunale (1946-1993) | Sindaci eletti dal Consiglio comunale (1946-1993) | Sindaci eletti dal Consiglio comunale (1946-1993) | Sindaci eletti dal Consiglio comunale (1946-1993) |
| Nominativo                                           | Nominativo                                        | Partito                                           | Partito                                           | Partito                                           | Partito                                           | Mandato                                           | Mandato                                           | Elezioni                                          |
| Nominativo                                           | Nominativo                                        | Partito                                           | Partito                                           | Partito                                           | Partito                                           | Inizio                                            | Fine                                              | Elezioni                                          |
| ---------------------------------------------------- | ------------------------------------------------- | ------------------------------------------------- | ------------------------------------------------- | ------------------------------------------------- | ------------------------------------------------- | ------------------------------------------------- | ------------------------------------------------- | ------------------------------------------------- |
|                                                      | Cornelio Fietta                                   |                                                   | Partito Socialista Italiano                       | Partito Socialista Italiano                       | Partito Socialista Italiano                       | 1946                                              | 1948                                              | Elezione 1946                                     |
|                                                      | Carlo Milani                                      |                                                   | Democrazia Cristiana                              | Democrazia Cristiana                              | Democrazia Cristiana                              | 1948                                              | 1951                                              | Elezione 1946                                     |
|                                                      | Alberto Ricevuti                                  |                                                   | Democrazia Cristiana                              | Democrazia Cristiana                              | Democrazia Cristiana                              | 1951                                              | 1956                                              | Elezione 1951                                     |
|                                                      | Bruno Fassina                                     |                                                   | Democrazia Cristiana                              | Democrazia Cristiana                              | Democrazia Cristiana                              | 1956                                              | 1960                                              | Elezione 1956                                     |
| 1960                                                 | Bruno Fassina                                     | 1964                                              | Democrazia Cristiana                              | Democrazia Cristiana                              | Democrazia Cristiana                              | Elezione 1960                                     |                                                   |                                                   |
|                                                      | Giovanni Vaccari                                  |                                                   | Partito Socialista Democratico Italiano           | Partito Socialista Democratico Italiano           | Partito Socialista Democratico Italiano           | 1965                                              | 1970                                              | Elezione 1964                                     |
|                                                      | Gianpaolo Calvi (Prosindaco)                      |                                                   | Democrazia Cristiana                              | Democrazia Cristiana                              | Democrazia Cristiana                              | 1970                                              | 1970                                              | Elezione 1964                                     |
|                                                      | Sesto Bajno                                       |                                                   | Democrazia Cristiana                              | Democrazia Cristiana                              | Democrazia Cristiana                              | 1970                                              | 1970                                              | Elezione 1970                                     |
|                                                      | Angelo Biancardi                                  |                                                   | Partito Socialista Italiano                       | Partito Socialista Italiano                       | Partito Socialista Italiano                       | 1970                                              | 1971                                              | Elezione 1970                                     |
|                                                      | Francesco Mognaschi (Commissario prefettizio)     | –                                                 | –                                                 | –                                                 | –                                                 | 1971                                              | 1973                                              | –                                                 |
|                                                      | Elio Veltri                                       |                                                   | Partito Socialista Italiano                       | Partito Socialista Italiano                       | Partito Socialista Italiano                       | 1973                                              | 1978                                              | Elezione 1972                                     |
| 1978                                                 | Elio Veltri                                       | 1980                                              | Partito Socialista Italiano                       | Partito Socialista Italiano                       | Partito Socialista Italiano                       | Elezione 1978                                     |                                                   |                                                   |
|                                                      | Giorgio Maini                                     |                                                   | Partito Comunista Italiano                        | Partito Comunista Italiano                        | Partito Comunista Italiano                        | Elezione 1978                                     | 1980                                              | 1983                                              |
| 1983                                                 | Giorgio Maini                                     | 1986                                              | Partito Comunista Italiano                        | Partito Comunista Italiano                        | Partito Comunista Italiano                        | Elezione 1983                                     |                                                   |                                                   |
|                                                      | Pierangelo Giovanolla                             |                                                   | Partito Comunista Italiano                        | Partito Comunista Italiano                        | Partito Comunista Italiano                        | Elezione 1983                                     | 1986                                              | 1988                                              |
|                                                      | Sandro Bruni                                      |                                                   | Democrazia Cristiana                              | Democrazia Cristiana                              | Democrazia Cristiana                              | 31 agosto 1988                                    | 2 luglio 1990                                     | Elezione 1988                                     |
|                                                      | Sandro Cantone                                    |                                                   | Democrazia Cristiana                              | Democrazia Cristiana                              | Democrazia Cristiana                              | 1990                                              | 1993                                              | Elezione 1988                                     |
|                                                      | Domenico Gorgoglione (Commissario straordinario)  | –                                                 | –                                                 | –                                                 | –                                                 | 1993                                              | 1993                                              | –                                                 |
| Sindaci eletti direttamente dai cittadini (dal 1993) |                                                   |                                                   |                                                   |                                                   |                                                   |                                                   |                                                   |                                                   |
| Nominativo                                           | Nominativo                                        | Partito                                           | Partito                                           | Coalizione                                        | Coalizione                                        | Mandato                                           | Mandato                                           | Elezioni                                          |
| Nominativo                                           | Nominativo                                        | Partito                                           | Partito                                           | Coalizione                                        | Coalizione                                        | Inizio                                            | Fine                                              | Elezioni                                          |
|                                                      | Rodolfo Jannaccone                                |                                                   | Lega Nord                                         |                                                   | LN                                                | 20 giugno 1993                                    | 24 ottobre 1995                                   | Elezione 1993                                     |
|                                                      | Domenico Gorgoglione (Commissario straordinario)  | –                                                 | –                                                 | –                                                 | –                                                 | 24 ottobre 1995                                   | 23 giugno 1996                                    | –                                                 |
|                                                      | Andrea Albergati                                  |                                                   | Partito Popolare Italiano                         |                                                   | PDS-RI-PPI-SI-FdV                                 | 23 giugno 1996                                    | 30 aprile 2000                                    | Elezione 1996                                     |
|                                                      | Andrea Albergati                                  | PPI-DS-SDI-PRI-PdCI                               | Partito Popolare Italiano                         | 30 aprile 2000                                    | 18 aprile 2005                                    | Elezione 2000                                     |                                                   |                                                   |
|                                                      | Piera Capitelli                                   |                                                   | Democratici di Sinistra                           |                                                   | DS-SDI-MRE-PRC-L. civiche                         | 18 aprile 2005                                    | 28 gennaio 2009                                   | Elezione 2005                                     |
|                                                      | Laura Bianchi (Commissario straordinario)         | –                                                 | –                                                 | –                                                 | –                                                 | 28 gennaio 2009                                   | 8 giugno 2009                                     | –                                                 |
|                                                      | Alessandro Cattaneo                               |                                                   | Il Popolo della Libertà                           |                                                   | PdL-LN-UdC-L. civiche                             | 8 giugno 2009                                     | 9 giugno 2014                                     | Elezione 2009                                     |
|                                                      | Massimo Depaoli                                   |                                                   | Partito Democratico                               |                                                   | PD-L. civiche                                     | 9 giugno 2014                                     | 2 aprile 2019                                     | Elezione 2014                                     |
|                                                      | Flavio Ferdani (Commissario straordinario)        | –                                                 | –                                                 | –                                                 | –                                                 | 2 aprile 2019                                     | 30 maggio 2019                                    | –                                                 |
|                                                      | Fabrizio Fracassi                                 |                                                   | Lega Nord                                         |                                                   | LN-FI-FdI-L. civiche                              | 30 maggio 2019                                    | 11 giugno 2024                                    | Elezione 2019                                     |
|                                                      | Michele Lissia                                    |                                                   | Partito Democratico                               |                                                   | PD-Az-AVS-M5S-L. civiche                          | 11 giugno 2024                                    | in carica                                         | Elezione 2024                                     |